# Stethoperma flavovittata
Stethoperma flavovittata är en skalbaggsart som beskrevs av Stefan von Breuning 1940. Stethoperma flavovittata ingår i släktet Stethoperma och familjen långhorningar. Inga underarter finns listade i Catalogue of Life.